# K.A.C. Creswell
Sir Keppel Archibald Cameron Creswell (Londra, 13 settembre 1879 – Londra, 8 aprile 1974) è stato uno storico dell'arte britannico.
K.A.C. Creswell  (CBE, FBA, FSA) fu un ingegnere inglese che deve la sua fama internazionale al fatto di essere stato uno dei più autorevoli storici dell'arte islamica del suo tempo, specialmente (ma non solo) di quella egiziana. 

## Gioventù
Creswell studiò nella Westminster School prima di frequentare i corsi di ingegneria elettrica a Finsbury City e nel Guilds Technical College nel 1896.  Durante questo periodo sviluppò una considerevole professionalità nel disegno.  Lavorò con Siemens Brothers e, dal 1914, nella Deutsche Bank di Londra.
Creswell era interessato alle costruzioni e ai siti orientali fin dalla prima gioventù.  Dal 1910 divenne così abile nel disegno dei manufatti architettonici islamici da cominciare a collezionare una raccolta di disegni e opere che diventerà una delle più importanti collezioni private al mondo del suo genere.  Pur seguitando a lavorare quotidianamente nel suo campo ingegneristico, occupò parte del suo tempo a studiare l'architettura orientale.  Pubblicò un articolo in The Burlington Magazine nel 1913, e presto consegnò un suo elaborato alla Royal Asiatic Society, che fu accolto assai positivamente.  Entrambi riguardavano le cupole nell'architettura persiana islamica.
Nel maggio del 1914 tentò senza successo di entrare nell'Archaeological Survey of India.  La Prima guerra mondiale scoppiò nell'agosto di quello stesso anno e nell'aprile del 1916 egli fu scelto per la nomina a ufficiale assistente all'attrezzatura nel Royal Flying Corps.  Qualche tempo dopo fu assegnato in Egitto.  Salì vari gradi della carriera, e dal luglio 1919 fu nominato (come capitano dell'esercito) Ispettore dei Monumenti nell'Amministrazione dei Territori Nemici Occupati del generale Edmund Allenby in Palestina e Siria.  Viaggiò intensamente preparando disegni, misurazioni e annotazioni, così come registrazioni fotografiche dei monumenti, producendo quasi un migliaio di fotografie. Ricevette quindi la nomina a membro dell'Order of the British Empire nel 1919.

## Early Muslim ArchitectureeThe Muslim Architecture of Egypt
Nel maggio del 1920 Creswell propose la pubblicazione di History of the Muslim Architecture of Egypt, che era l'oggetto principale delle sue attività di ricerca.  Assieme a dettagliate descrizioni di singoli monumenti, affiancate da piani, disegni e fotografie, vi erano anche capitoli sullo sviluppo di certe tecniche, come quelle per la costruzione di minareti, cupole e madrasa.  Egli sottopose la proposta a Re Fuʾād I d'Egitto, che riconobbe l'importanza dell'intero progetto, di cui si fece entusiasta patron.  A Creswell furono accordati 800 pounds egiziani per un triennio, al fine di finanziare l'opera.  Creswell tornò frettolosamente nel Regno Unito in occasione della smobilitazione post-bellica ma tornò al Cairo il 13 ottobre 1920.
Il lavoro si dimostrò assai più monumentale di quanto preventivato.  Scavi archeologici avevano notevolmente incrementato il numero dei monumenti conosciuti, e nessun disegnatore adeguato era a sua disposizione.  Fece quindi l'intero lavoro senza assistenza alcuna ma nel 1969 erano ben cinque i volumi che videro la luce, per un totale di 1.769 pagine, con un sesto volume in preparazione (ma non pubblicato ancora al momento della sua morte nel 1974.  Questo impegno straordinario fu edito in due parti: Early Muslim Architecture (Volume I pubblicato nel 1932; Volume II pubblicato nel 1940; Volume I seconda edizione nel 1969) e The Muslim Architecture of Egypt (Volume I pubblicato nel 1952; Volume II pubblicato nel 1959).

## Altri lavori
Creswell cominciò a pubblicare la sua prima monografia Bibliography of the Architecture, Arts and Crafts of Islam nel 1912; infine completata nel 1961, che radunava tutti i libri, gli articoli e i volumi a cadenza periodica che riguardavano l'ampio campo della storia dell'arte islamica.  Un supplemento apparve nel 1973.
Oltre a ciò, Creswell produsse una sessantina di articoli e di altri scritti.

## Insegnamento e altre posizioni occupate; riconoscimenti ricevuti
Creswell fu nominato Lecturer nell'Università del Cairo (allora Università khediviale nel 1931, e nel giro di tre anni divenne cattedratico di "Arte e Architettura Islamica".  Mantenne tale posto fino al 1951.  Nel 1956 fu nominato Distinguished Professor di "Arte e Architettura Islamica" nell'Università Americana del Cairo.
Nel 1939 divenne membro del Consiglio Superiore per la Conservazione dei monumenti arabi (in cui s'era illustrato tra la fine del XIX e i primi del XX secolo il grande studioso ungherese Max Herz Pascià), e conservò tale carica per 12 anni.  Fu coinvolto notevolmente nella classificazione e nella conservazione delle mura e delle porte della Cairo medievale del XII secolo.  Dal 1949 al 1967 fu un Trustee del Palestine Archaeological Museum di Gerusalemme.
Creswell fu eletto membro della British Academy nel 1947, divenne C.B.E. nel 1955 e suo Cavaliere nel 1970, all'età di 90 anni.

## Ultimi anni
Nel 1956 la Crisi di Suez comportò un'accentuata impopolarità dei cittadini britannici in Egitto.  Il governo di Londra avvisò Creswell di lasciare l'Egitto.  Venuto a sapere che la sua biblioteca non sarebbe stata esportabile, Creswell decise allora di rimanere.  L'Università Americana del Cairo offrì ospitalità ai suoi libri e Creswell accettò, anche se con alcuni severi vincoli da lui pretesi: agli studenti, ad esempio, non era consentito toccare i libri.
Nel giugno del 1973, a 94 anni, la sua salute declinò e Creswell tornò nella natia Inghilterra per morire l'8 aprile del 1974 ad Acton, a ovest di Londra e vicino Heathrow (Distretto di Ealing), nella casa di cura gestita dai Fratelli celliti o alessiani di Aquisgrana.

Non si era mai sposato.
Creswell legò la sua biblioteca di oltre 3.000 volumi all'American University in Cairo, unitamente alla sua collezione di circa 11.000 stampe fotografiche.  L'Ashmolean Museum di Oxford ricevette i negativi fotografici. Più di 2.700 stampe furono date allo storico dell'arte Bernard Berenson, un caro amico di Creswell.